# Kraljevići
Kraljevići (en cyrillique : Краљевићи) est un village de Bosnie-Herzégovine. Il est situé dans la municipalité de Sapna, dans le canton de Tuzla et dans la fédération de Bosnie-et-Herzégovine. Selon les premiers résultats du recensement bosnien de 2013, il compte 1 712 habitants.

## Géographie
Le village est situé juste à l'ouest de Sapna.

## Démographie

### Évolution historique de la population dans la localité
| 1948 | 1953 | 1961 | 1971 | 1981  | 1991  | 2013  |
| ---- | ---- | ---- | ---- | ----- | ----- | ----- |
| -    | -    | 690  | 799  | 1 243 | 1 288 | 1 712 |

|  |